# Prix James-Tait-Black

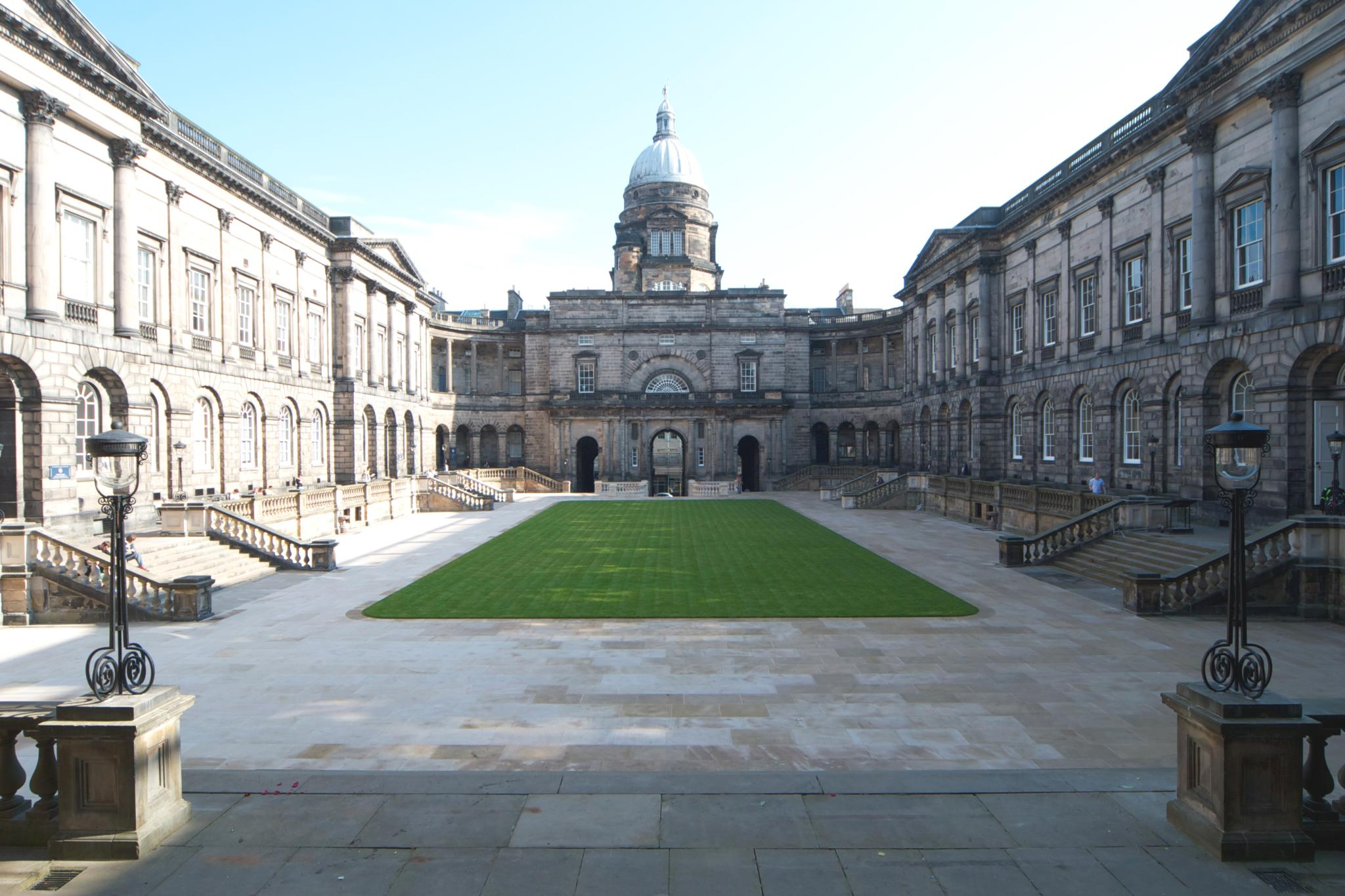
Université d'Édimbourg, Old College.

Le prix à la mémoire de James Tait Black est le plus ancien et l'un des plus importants prix littéraires britanniques. Il récompense chaque année depuis 1919 des auteurs écrivant en langue anglaise et se divise en deux catégories : la fiction et la biographie. Il dépend de l'université d'Édimbourg, en Écosse. Chacun des lauréats reçoit la somme de 10 000 £, la plus élevée pour un prix littéraire en Écosse.

## Histoire
Quatre lauréats du prix Nobel de littérature se sont vu décerner le prix James Tait Black au début de leur carrière : William Golding, Nadine Gordimer, J. M. Coetzee et Doris Lessing.
Parmi les lauréats du prix James Tait Black dans les deux catégories, on peut citer D. H. Lawrence, E. M. Forster, John Buchan, Robert Graves, Graham Greene, Evelyn Waugh, Aldous Huxley, Quentin Bell, Muriel Spark, Angela Carter, Lawrence Durrell, John le Carré, J. G. Ballard, Margaret Drabble, Salman Rushdie, Antonia Fraser (cinq ans après sa mère, Elizabeth Longford), Martin Amis ou Cormac McCarthy.
Enfin, une traduction-adaptation en langue anglaise a reçu le prix dans la catégorie fiction en 1942 : celle du Voyage en Occident (ou Le Singe pèlerin), grand classique de la littérature chinoise, par le sinologue Arthur Waley.

## Sélection
Les gagnants sont choisis par les professeurs de littérature anglaise de l'université, assistés de doctorants pour la phase de pré-sélection, et c'est cette structure qui donne au prix sa crédibilité. L'absence de sponsor et de figure médiatique au sein du jury est également un facteur de confiance.

## Conditions d'éligibilité
Seules les œuvres de fiction ou biographiques rédigées en anglais et publiées pour la première fois au Royaume-Uni dans les 12 mois précédant la date de soumission sont éligibles. Les deux prix peuvent être attribués au même auteur, mais aucun prix ne peut être attribué deux fois.

## Liste exhaustive des lauréats
| Année          | Fiction                                                                                     | Année          | Biographie |
| -------------- | ------------------------------------------------------------------------------------------- | -------------- | --- |
| 1919           | Hugh Walpole, The Secret City                                                               | 1919           | Henry Festing Jones, Samuel Butler, Author of Erewhon (1835-1902) - A Memoir                                    |
| 1920           | D. H. Lawrence, The Lost Girl                                                               | 1920           | G. M. Trevelyan, Lord Grey of the Reform Bill                                                                   |
| 1921           | Walter de la Mare, Memoirs of a Midget                                                      | 1921           | Lytton Strachey, Queen Victoria                                                                                 |
| 1922           | David Garnett, Lady into Fox                                                                | 1922           | Percy Lubbock, Earlham                                                                                          |
| 1923           | Arnold Bennett, Riceyman Steps                                                              | 1923           | Sir Ronald Ross, Memoirs, Etc.                                                                                  |
| 1924           | E. M. Forster, Route des Indes (A Passage to India)                                         | 1924           | William Wilson, The House of Airlie                                                                             |
| 1925           | Liam O'Flaherty, The Informer                                                               | 1925           | Geoffrey Scott, The Portrait of Zelide                                                                          |
| 1926           | Radclyffe Hall, Adam's Breed                                                                | 1926           | H. B. Workman, John Wyclif: A Study of the English Medieval Church                                              |
| 1927           | Francis Brett Young, Portrait of Clare                                                      | 1927           | H. A. L. Fisher, James Bryce, Viscount Bryce of Dechmont, O.M.                                                  |
| 1928           | Siegfried Sassoon, Memoirs of a Foxhunting Man                                              | 1928           | John Buchan, Montrose                                                                                           |
| 1929           | J. B. Priestley, The Good Companions                                                        | 1929           | Lord David Cecil, The Stricken Deer: or The Life of Cowper                                                      |
| 1930           | E. H. Young, Miss Mole                                                                      | 1930           | Francis Yeats-Brown, Lives of a Bengal Lancer                                                                   |
| 1931           | Kate O'Brien, Without My Cloak                                                              | 1931           | J. Y. R. Greig, David Hume                                                                                      |
| 1932           | Helen de Guerry Simpson (en), Boomerang                                                     | 1932           | Stephen Gwynn, The Life of Mary Kingsley                                                                        |
| 1933           | A. G. Macdonell, England, Their England                                                     | 1933           | Violet Clifton, The Book of Talbot                                                                              |
| 1934           | Robert Graves, Moi, Claude, empereur (I, Claudius) et Claudius the God                      | 1934           | J. E. Neale, Queen Elizabeth                                                                                    |
| 1935           | L. H. Myers (en), The Root and the Flower                                                   | 1935           | Raymond Wilson Chambers, Thomas More                                                                            |
| 1936           | Winifred Holtby, South Riding                                                               | 1936           | Edward Sackville-West, A Flame in Sunlight: The Life and Work of Thomas de Quincey                              |
| 1937           | Neil M. Gunn, Highland River                                                                | 1937           | Lord Eustace Percy, John Knox                                                                                   |
| 1938           | C. S. Forester, A Ship of the Line et Flying Colours                                        | 1938           | Sir Edmund Chambers, Samuel Taylor Coleridge                                                                    |
| 1939           | Aldous Huxley After Many a Summer                                                           | 1939           | David C. Douglas, English Scholars                                                                              |
| 1940           | Charles Morgan, The Voyage                                                                  | 1940           | Hilda F. M. Prescott, Spanish Tudor: Mary I of England                                                          |
| 1941           | Joyce Cary, A House of Children                                                             | 1941           | John Gore, King George V                                                                                        |
| 1942           | Arthur Waley, Traduction de Monkey de Wu Cheng'en                                           | 1942           | Lord Ponsonby of Shulbrede, Henry Ponsonby: Queen Victoria's Private Secretary                                  |
| 1943           | Mary Lavin, Tales from Bective Bridge                                                       | 1943           | G. G. Coulton, Fourscore Years                                                                                  |
| 1944           | Forrest Reid, Young Tom                                                                     | 1944           | C. V. Wedgwood, William the Silent                                                                              |
| 1945           | L. A. G. Strong, Travellers                                                                 | 1945           | D. S. MacColl, Philip Wilson Steer                                                                              |
| 1946           | Oliver Onions, Poor Man's Tapestry                                                          | 1946           | Richard Aldington, Wellington                                                                                   |
| 1947           | L. P. Hartley, Eustace and Hilda                                                            | 1947           | Charles E. Raven, English Naturalists from Neckham to Ray                                                       |
| 1948           | Graham Greene, The Heart of the Matter                                                      | 1948           | Percy A. Scholes, The Great Dr Burney                                                                           |
| 1949           | Emma Smith, The Far Cry                                                                     | 1949           | John Connell, W. E. Henley                                                                                      |
| 1950           | Robert Henriques, Through the Valley                                                        | 1950           | Cecil Woodham-Smith, Florence Nightingale                                                                       |
| 1951           | Chapman Mortimer, Father Goose                                                              | 1951           | Noel Annan, Leslie Stephen                                                                                      |
| 1952           | Evelyn Waugh, Men at Arms                                                                   | 1952           | G. M. Young, Stanley Baldwin                                                                                    |
| 1953           | Margaret Kennedy, Troy Chimneys                                                             | 1953           | Carola Oman, Sir John Moore                                                                                     |
| 1954           | C. P. Snow, The New Men et The Masters                                                      | 1954           | Keith Feiling, Warren Hastings                                                                                  |
| 1955           | Ivy Compton-Burnett, Mother and Son                                                         | 1955           | R. W. Ketton-Cremer, Thomas Gray                                                                                |
| 1956           | Rose Macaulay, The Towers of Trebizond                                                      | 1956           | St John Greer Ervine, George Bernard Shaw                                                                       |
| 1957           | Anthony Powell, At Lady Molly's                                                             | 1957           | Maurice Cranston, Life of John Locke                                                                            |
| 1958           | Angus Wilson, The Middle Age of Mrs. Eliot                                                  | 1958           | Joyce Hemlow, The History of Fanny Burney                                                                       |
| 1959           | Morris West, The Devil's Advocate                                                           | 1959           | Christopher Hassall (en), Edward Marsh                                                                          |
| 1960           | Rex Warner, Imperial Caesar                                                                 | 1960           | Adam Fox, The Life of Dean Inge (en)                                                                            |
| 1961           | Jennifer Dawson (en), The Ha-Ha                                                             | 1961           | M. K. Ashby, Joseph Ashby of Tysoe                                                                              |
| 1962           | Ronald Hardy, Act of Destruction                                                            | 1962           | Meriol Trevor, Newman: The Pillar and the Cloud et Newman: Light in Winter                                      |
| 1963           | Gerda Charles, A Slanting Light                                                             | 1963           | Georgina Battiscombe, John Keble: A Study in Limitations                                                        |
| 1964           | Frank Tuohy, The Ice Saints                                                                 | 1964           | Elizabeth Longford, Victoria R.I.                                                                               |
| 1965           | Muriel Spark, The Mandelbaum Gate                                                           | 1965           | Mary Caroline Moorman, William Wordsworth: The Later Years 1803-1850                                            |
| 1966           | Christine Brooke-Rose, Such, et Aidan Higgins, Langrishe, Go Down                           | 1966           | Geoffrey Keynes, The Life of William Harvey                                                                     |
| 1967           | Margaret Drabble, Jerusalem The Golden                                                      | 1967           | Winifred Gérin, Charlotte Brontë: The Evolution of Genius                                                       |
| 1968           | Maggie Ross (en), The Gasteropod                                                            | 1968           | Gordon Haight, George Eliot                                                                                     |
| 1969           | Elizabeth Bowen, Eva Trout                                                                  | 1969           | Antonia Fraser, Mary, Queen of Scots                                                                            |
| 1970           | Lily Powell (en), The Bird of Paradise                                                      | 1970           | Jasper Ridley, Lord Palmerston                                                                                  |
| 1971           | Nadine Gordimer, A Guest of Honour                                                          | 1971           | Julia Namier, Lewis Namier                                                                                      |
| 1972           | John Berger, G                                                                              | 1972           | Quentin Bell, Virginia Woolf                                                                                    |
| 1973           | Iris Murdoch, The Black Prince                                                              | 1973           | Robin Lane Fox, Alexander the Great                                                                             |
| 1974           | Lawrence Durrell, Monsieur, or the Prince of Darkness                                       | 1974           | John Wain, Samuel Johnson                                                                                       |
| 1975           | Brian Moore, The Great Victorian Collection                                                 | 1975           | Karl Miller, Cockburn's Millennium                                                                              |
| 1976           | John Banville, Doctor Copernicus                                                            | 1976           | Ronald Hingley, A New Life of Chekhov                                                                           |
| 1977           | John le Carré, Comme un collégien                                                           | 1977           | George Painter, Chateaubriand: Volume 1 - The Longed-For Tempests                                               |
| 1978           | Maurice Gee, Plumb                                                                          | 1978           | Robert Gittings, The Older Hardy                                                                                |
| 1979           | William Golding, Darkness Visible                                                           | 1979           | Brian Finney, Christopher Isherwood: A Critical Biography                                                       |
| 1980           | J. M. Coetzee, Waiting for the Barbarians                                                   | 1980           | Robert B. Martin, Alfred Tennyson: The Unquiet Heart                                                            |
| 1981           | Salman Rushdie, Midnight's Children, et Paul Theroux, The Mosquito Coast                    | 1981           | Victoria Glendinning, Edith Sitwell: Unicorn Among Lions                                                        |
| 1982           | Bruce Chatwin, On The Black Hill                                                            | 1982           | Richard Ellmann, James Joyce                                                                                    |
| 1983           | Jonathan Keates, Allegro Postillions                                                        | 1983           | Alan Walker, Franz Liszt: The Virtuoso Years                                                                    |
| 1984           | J. G. Ballard, Empire du soleil (Empire of the Sun), et Angela Carter, Nights at the Circus | 1984           | Lyndall Gordon, Virginia Woolf: A Writer's Life                                                                 |
| 1985           | Robert Edric, Winter Garden                                                                 | 1985           | David Nokes, Jonathan Swift: A Hypocrite Reversed                                                               |
| 1986           | Jenny Joseph, Persephone                                                                    | 1986           | Dame Felicitas Corrigan, Helen Waddell                                                                          |
| 1987           | George Mackay Brown, The Golden Bird: Two Orkney Stories                                    | 1987           | Ruth Dudley Edwards, Victor Gollancz: A Biography                                                               |
| 1988           | Piers Paul Read, A Season in the West                                                       | 1988           | Brian McGuinness, Wittgenstein, A Life: Young Ludwig (1889-1921)                                                |
| 1989           | James Kelman, A Disaffection                                                                | 1989           | Ian Gibson, Federico García Lorca: A Life                                                                       |
| 1990           | William Boyd, Brazzaville Beach                                                             | 1990           | Claire Tomalin, The Invisible Woman: The Story of Nelly Ternan and Charles Dickens                              |
| 1991           | Iain Sinclair, Downriver                                                                    | 1991           | Adrian Desmond et James Moore, Darwin                                                                           |
| 1992           | Rose Tremain, Sacred Country                                                                | 1992           | Charles Nicholl, The Reckoning: The Murder of Christopher Marlowe                                               |
| 1993           | Caryl Phillips, Crossing the River                                                          | 1993           | Richard Holmes, Dr Johnson and Mr Savage                                                                        |
| 1994           | Alan Hollinghurst, The Folding Star                                                         | 1994           | Doris Lessing, Under My Skin                                                                                    |
| 1995           | Christopher Priest, The Prestige                                                            | 1995           | Gitta Sereny, Albert Speer: His Battle with the Truth                                                           |
| 1996           | Graham Swift, Last Orders, et Alice Thompson, Justine                                       | 1996           | Diarmaid MacCulloch, Thomas Cranmer: A Life                                                                     |
| 1997           | Andrew Miller, Ingenious Pain                                                               | 1997           | R. F. Foster, W. B. Yeats: A Life, Volume 1 - The Apprentice Mage 1965-1914                                     |
| 1998           | Beryl Bainbridge, Master Georgie                                                            | 1998           | Peter Ackroyd, The Life of Thomas More                                                                          |
| 1999           | Timothy Mo, Renegade, or Halo2                                                              | 1999           | Kathryn Hughes, George Eliot: The Last Victorian                                                                |
| 2000           | Zadie Smith, White Teeth                                                                    | 2000           | Martin Amis, Experience                                                                                         |
| 2001           | Sid Smith, Something Like a House                                                           | 2001           | Robert Skidelsky, John Maynard Keynes: Volume 3 - Fighting for Britain 1937-1946                                |
| 2002           | Jonathan Franzen, The Corrections                                                           | 2002           | Jenny Uglow, The Lunar Men: The Friends Who Made the Future 1730-1810                                           |
| 2003           | Andrew O'Hagan, Personality                                                                 | 2003           | Janet Browne, Charles Darwin: Volume 2 - The Power of Place                                                     |
| 2004           | David Peace, GB84                                                                           | 2004           | Jonathan Bate, John Clare: A Biography                                                                          |
| 2005           | Ian McEwan, Saturday                                                                        | 2005           | Sue Prideaux, Edvard Munch: Behind the Scream                                                                   |
| 2006           | Cormac McCarthy, The Road                                                                   | 2006           | Byron Rogers, The Man Who Went into the West: The Life of R.S. Thomas                                           |
| 2007           | Rosalind Belben, Our Horses in Egypt                                                        | 2007           | Rosemary Hill, God's Architect: Pugin and the Building of Romantic Britain                                      |
| 2008           | Sebastian Barry, The Secret Scripture                                                       | 2008           | Michael Holroyd, A Strange Eventful History                                                                     |
| 2009           | A. S. Byatt, The Children's Book                                                            | 2009           | John Carey, William Golding: The Man Who Wrote Lord of the Flies (William Golding)                              |
| 2010           | Tatjana Soli, The Lotus Eaters                                                              | 2010           | Hilary Spurling, Burying the Bones: Pearl Buck in China (Pearl Buck)                                            |
| 2011           | Padgett Powell, You and Me                                                                  | 2011           | Fiona MacCarthy, The Last Pre-Raphaelite: Edward Burne-Jones and the Victorian Imagination (Edward Burne-Jones) |
| 2012           | Alan Warner, The Deadman's Pedal                                                            | 2012           | Tanya Harrod, The Last Sane Man : Michael Cardew, Modern Pots, Colonialism and the Counterculture               |
| 2013           | Jim Crace, Harvest                                                                          | 2013           | Hermione Lee, Penelope Fitzgerald : A Life                                                                      |
| 2014           | Zia Haider Rahman, In the Light of What We Know                                             | 2014           | Richard Benson, The Valley: A Hundred Years in the Life of a Family                                             |
| 2015           | Benjamin Markovits, You Don't Have to Live Like This                                        | 2015           | James Shapiro, 1606, Shakespeare and the Year of Lear                                                           |
| 2016           | Eimear McBride, The Lesser Bohemians                                                        | 2016           | Laura Cumming, The Vanishing Man                                                                                |
| 2017           | Eley Williams, Attrib. and other stories                                                    | 2017           | Craig Brown, Ma'am Darling: 99 Glimpses of Princess Margaret                                                    |
| 2018 août 2019 | Olivia Laing, Crudo                                                                         | 2018 août 2019 | Lindsey Hilsum, In Extremis: The Life and Death of the War Correspondent Marie Colvin                           |
| 2019 août 2020 | Lucy Ellmann, Ducks, Newburyport                                                            | 2019 août 2020 | George Szirtes, The Photographer at Sixteen                                                                     |
| 2020           | Shola von Reinhold, Lote                                                                    | 2020           | Doireann Ni Ghriofa, A Ghost in the Throat                                                                      |
| 2021           | Keith Ridgway, A Shock                                                                      | 2021           | Amit Chaudhuri, Finding the Raga: An Improvisation on Indian Music                                              |
| 2022           | Barbara Kingsolver, On m'appelle Demon Copperhead (Demon Copperhead)                        | 2022           | Darryl Pinckney, Come Back in September                                                                         |